# Dunajovice
Dunajovice település Csehországban, a Jindřichův Hradec-i járásban. Dunajovice Třeboň és Lišov településekkel határos. Lakosainak száma 226 fő (2024. január 1.).

## Népesség
A település lakosságának változását az alábbi diagram mutatja:
| Lakosok száma | 387  | 392  | 435  | 266  | 172  | 187  | 216  | 221  | 216  | 226  |
|               | 1869 | 1890 | 1921 | 1950 | 1980 | 2001 | 2017 | 2019 | 2022 | 2024 |